# NSWRL 1990
Die NSWRL 1990 war die 83. Saison der New South Wales Rugby League Premiership, der ersten australischen Rugby-League-Meisterschaft. Den ersten Tabellenplatz nach Ende der regulären Saison belegten die Canberra Raiders. Diese gewannen im Finale 18:14 gegen die Penrith Panthers und gewannen damit die NSWRL zum zweiten Mal.

## Tabelle
|      | Team                          | Spiele | Siege | Unent. | Ndlg. | Spiel- punkte | Diff. | Tabellen- punkte |
| ---- | ----------------------------- | ------ | ----- | ------ | ----- | ------------- | ----- | ---------------- |
| 01.  | Canberra Raiders              | 22     | 16    | 1      | 5     | 532:245       | + 287 | 33               |
| 02.  | Brisbane Broncos              | 22     | 16    | 1      | 5     | 478:278       | + 200 | 33               |
| 03.  | Penrith Panthers              | 22     | 15    | 1      | 6     | 415:286       | + 129 | 31               |
| 04.  | Manly-Warringah Sea Eagles    | 22     | 15    | 0      | 7     | 395:255       | + 125 | 30               |
| 05.  | Balmain Tigers                | 22     | 14    | 0      | 8     | 432:284       | + 148 | 28               |
| 06.  | Newcastle Knights             | 22     | 13    | 2      | 7     | 344:305       | + 39  | 28               |
| 07.  | Canterbury-Bankstown Bulldogs | 22     | 12    | 1      | 9     | 354:291       | + 65  | 25               |
| 08.  | Parramatta Eels               | 22     | 12    | 1      | 9     | 387:347       | + 40  | 25               |
| 09.  | Illawarra Steelers            | 22     | 11    | 1      | 10    | 366:361       | + 5   | 23               |
| 010. | Cronulla-Sutherland Sharks    | 22     | 11    | 0      | 11    | 370:359       | + 11  | 22               |
| 011. | North Sydney Bears            | 22     | 10    | 0      | 12    | 322:298       | + 24  | 20               |
| 012. | St. George Dragons            | 22     | 8     | 0      | 14    | 371:399       | - 28  | 16               |
| 013. | Western Suburbs Magpies       | 22     | 6     | 1      | 15    | 323:433       | - 110 | 13               |
| 014. | Eastern Suburbs Roosters      | 22     | 6     | 1      | 15    | 283:547       | - 264 | 13               |
| 015. | Gold Coast Seagulls           | 22     | 4     | 0      | 18    | 233:567       | - 334 | 8                |
| 016. | South Sydney Rabbitohs        | 22     | 2     | 0      | 20    | 302:652       | - 350 | 4                |

## Playoffs

### Ausscheidungsplayoff
| 28. August | Balmain Tigers | 12 : 4 | Newcastle Knights | Parramatta Stadium, Sydney Zuschauer: 19.174 Schiedsrichter: Bill Harrigan |
| 28. August | Bericht        |        |                   | Parramatta Stadium, Sydney Zuschauer: 19.174 Schiedsrichter: Bill Harrigan |

- Das Spiel fand statt, da Balmain und Newcastle punktgleich waren.

### Ausscheidungs/Qualifikationsplayoffs
| 1. September | Manly-Warringah Sea Eagles | 16 : 0 | Balmain Tigers | Sydney Football Stadium, Sydney Zuschauer: 30.965 Schiedsrichter: Bill Harrigan |
| 1. September | Bericht                    |        |                | Sydney Football Stadium, Sydney Zuschauer: 30.965 Schiedsrichter: Bill Harrigan |

| 2. September 15:00 | Penrith Panthers | 26 : 16 | Brisbane Broncos | Sydney Football Stadium, Sydney Zuschauer: 24.409 Schiedsrichter: Eddie Ward |
| 2. September 15:00 | (18:2) Bericht   |         |                  | Sydney Football Stadium, Sydney Zuschauer: 24.409 Schiedsrichter: Eddie Ward |

| 8. September 15:00 | Brisbane Broncos | 12 : 4 | Manly-Warringah Sea Eagles | Sydney Football Stadium, Sydney Zuschauer: 31.424 Schiedsrichter: Bill Harrigan |
| 8. September 15:00 | (6:2) Bericht    |        |                            | Sydney Football Stadium, Sydney Zuschauer: 31.424 Schiedsrichter: Bill Harrigan |

| 9. September | Penrith Panthers | 30 : 12 | Canberra Raiders | Sydney Football Stadium, Sydney Zuschauer: 35.263 Schiedsrichter: Greg McCallum |
| 9. September | Bericht          |         |                  | Sydney Football Stadium, Sydney Zuschauer: 35.263 Schiedsrichter: Greg McCallum |

### Halbfinale
| 16. September 15:00 | Canberra Raiders | 32 : 4 | Brisbane Broncos | Sydney Football Stadium, Sydney Zuschauer: 31.628 Schiedsrichter: Bill Harrigan |
| 16. September 15:00 | (12:0) Bericht   |        |                  | Sydney Football Stadium, Sydney Zuschauer: 31.628 Schiedsrichter: Bill Harrigan |

### Grand Final
| 23. September | Canberra Raiders                                          | 18 : 14        | Penrith Panthers                                                | Sydney Football Stadium, Sydney Zuschauer: 41.535 Schiedsrichter: Bill Harrigan |
| 23. September | Versuche: Daley, Ferguson, Wood Erhöhungen: Meninga (3/3) | (12:6) Bericht | Versuche: Alexander, Fittler, Smith Erhöhungen: Alexander (1/3) | Sydney Football Stadium, Sydney Zuschauer: 41.535 Schiedsrichter: Bill Harrigan |

| 1                  | Gary Belcher     |
| 2                  | Paul Martin      |
| 3                  | Mal Meninga      |
| 4                  | Laurie Daley     |
| 5                  | John Ferguson    |
| 6                  | Chris O’Sullivan |
| 7                  | Ricky Stuart     |
| 8                  | Brent Todd       |
| 9                  | Steve Walters    |
| 10                 | Glenn Lazarus    |
| 11                 | Nigel Gaffey     |
| 12                 | Gary Coyne       |
| 13                 | Dean Lance       |
| Auswechselspieler: |                  |
| 14                 | Matthew Wood     |
| 15                 | Phil Carey       |
| 16                 | David Barnhill   |
| 17                 | Craig Bellamy    |

| 1                  | David Greene    |
| 2                  | Alan McIndoe    |
| 3                  | Brad Fittler    |
| 4                  | Col Bentley     |
| 5                  | Paul Smith      |
| 6                  | Brad Izzard     |
| 7                  | Greg Alexander  |
| 8                  | Paul Clarke     |
| 9                  | Royce Simmons   |
| 10                 | Barry Walker    |
| 11                 | Mark Geyer      |
| 12                 | John Cartwright |
| 13                 | Chris Mortimer  |
| Auswechselspieler: |                 |
| 14                 | Steve Carter    |
| 15                 | Joe Vitanza     |